# Chalermchai Kositpipat
Chalermchai Kositpipat (tiếng Thái: เฉลิมชัย โฆษิตพิพัฒน์; RTGS: Chaloemchai Khositphiphat; IPA:[tɕʰà.lɤ̌ːm.tɕʰāj kʰōː.sìt.pʰí.pʰát]; sinh 15 tháng 2 năm 1955) là một nghệ sĩ thị giác người Thái Lan. 
Là một họa sĩ, các tác phẩm của Chalermchai đã được triển lãm trên toàn thế giới, và ông được biết đến với việc sử dụng hình ảnh Phật giáo trong nghệ thuật của mình.

## Tiểu sử
Chalermchai Kositpipat sinh ra trong một gia đình người gốc Hoa-Lanna. Cha anh là một người Hoa nhập cư từ Quảng Đông trong khi mẹ anh là người Thái gốc Hoa. Sau đó anh theo học Đại học Silpakorn, là trường nghệ thuật thị giác chính của Thái Lan. Anh tốt nghiệp cử nhân mỹ thuật tại Thái Lan năm 1977.